# Unité urbaine de Ballancourt-sur-Essonne
L'unité urbaine de Ballancourt-sur-Essonne est une unité urbaine française centrée sur Ballancourt-sur-Essonne et Itteville, dans l'Essonne, en région Île-de-France.

## Données globales
En 2010, selon l'INSEE, l'unité urbaine de Ballancourt-sur-Essonne était composée de douze communes situées dans le département de l'Essonne, plus précisément dans les arrondissements d'Étampes (8 communes), d'Évry (3 communes) et de Palaiseau (1 commune).
Dans le nouveau zonage de 2020, elle est composée de 3 communes, quatre anciennes communes de l'unité urbaine étant regroupées au sein de l'unité urbaine de la Ferté-Alais, quatre autres dans celle de Boutigny-sur-Essonne et une autre dans celle de Vert-le-Petit.
En 2022, avec 17 515 habitants, elle constitue la quatrième unité urbaine du département de l'Essonne après l'unité urbaine de Paris (partie Essonne) et les unités urbaines d'Étampes et d'Étréchy. Elle occupe le 17e rang dans la région Île-de-France.

## Délimitation de l'unité urbaine de 2020
Elle est composée des 3 communes suivantes :
| Nom                     | Code Insee | Département | Statut       | Superficie (km2) | Population (dernière pop. légale) | Densité (hab./km2) | Modifier                                    |
| ----------------------- | ---------- | ----------- | ------------ | ---------------- | --------------------------------- | ------------------ | ------------------------------------------- |
| Ballancourt-sur-Essonne | 91045      | Essonne     | ville-centre | 11,30            | 7 795 (2022)                      | 690                | modifier les données · modifier les données |
| Itteville               | 91315      | Essonne     | ville-centre | 12,20            | 6 674 (2022)                      | 547                | modifier les données · modifier les données |
| Saint-Vrain             | 91579      | Essonne     | banlieue     | 11,57            | 3 046 (2022)                      | 263                | modifier les données · modifier les données |

## Évolution démographique
| 1968  | 1975  | 1982   | 1990   | 1999   | 2008   | 2013   | 2020   |
| ----- | ----- | ------ | ------ | ------ | ------ | ------ | ------ |
| 7 020 | 9 844 | 11 372 | 13 166 | 14 427 | 16 490 | 17 132 | 17 373 |

#### Données générales
- Unité urbaine
- Aire d'attraction d'une ville
- Aire urbaine (France)
- Liste des unités urbaines de France

#### Données démographiques en rapport avec l'unité urbaine de Ballancourt-sur-Essonne
- Aire d'attraction de Paris
- Arrondissement d’Étampes, d'Évry, de Palaiseau

#### Données démographiques en rapport avec l'Essonne
- Démographie de l'Essonne